# Masonit

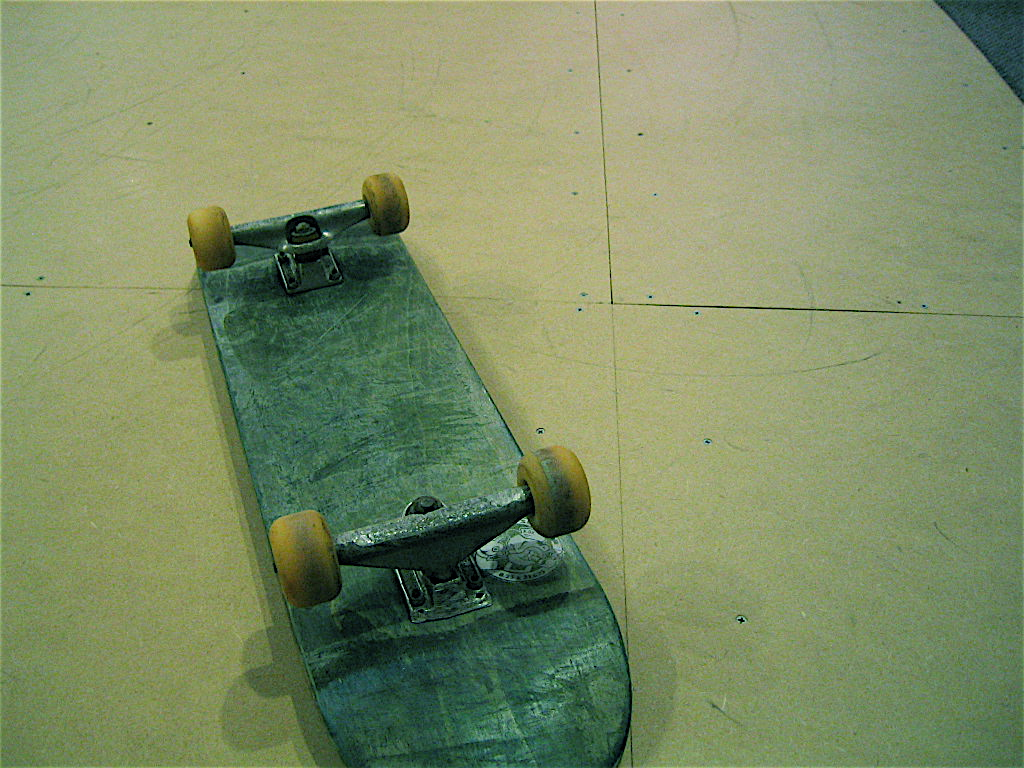
Mit Masonit bedeckte Skateboard-Rampe

Masonit ist eine Holzfaserplatte, die aus Zellulosefasern besteht, welche nach dem von William H. Mason entwickelten Mason- oder Explosivverfahren gewonnen wird. Gegenüber den üblichen Verfahren zur Zerfaserung von Holz können hierbei längere intakte Fasern gewonnen werden.

## Herstellungsprozess
Der Mason-Prozess ist ein explosiver Aufschlussprozess. Der Prozess wird in einem speziellen Autoklaven mit spontaner Druckentlastung durchgeführt, der sogenannten Gun. Als Rohstoff wird kleingeschnittenes, geschältes Holz verwendet. Der Autoklav wird bei einem Anfangsdruck von circa 30 bar für etwa 15 Sekunden gehalten, danach wird der Druck mit Hochdruckdampf auf circa 70 bar erhöht und bei diesem Druck einige Zeit gehalten. Dann wird Druck spontan entlastet. Durch die spontane Druckentlastung explodieren die Holzschnitzel. Das Material wird dabei über eine große Rohrleitung über einen Ausblaseschacht in einen Zyklon geblasen und ist zu diesem Zeitpunkt verhältnismäßig flockig, mit einem Wassergehalt von circa 50 Prozent.
Das Produkt wird danach gewaschen und getrocknet. Das Waschwasser wird aufgearbeitet, als Nebenprodukte fallen Holzzucker und Hemizellulosen an. Vor dem Pressen wird ein Teil der kurzen Fasern ausgesiebt und aufgearbeitet. Ein zu großer Anteil an kurzen Fasern würde die Festigkeit der Platte herabsetzen.
Weitere Verarbeitungsschritte sind das Pressen und die Konditionierung in einer Klimakammer. Das Pressen findet in mehreren Schritten statt. Zunächst wird das Masonit heiß gepresst, danach kalt in einer Hochdruckpresse. Der Pressvorgang kann je nach Stärke der Platte bis zu 15 Minuten betragen.
Im Gegensatz zur Produktion von anderen Hartfaserplatten wird zur Herstellung von Masonit kein Kleber verwendet. Durch den hohen Anteil an langen Fasern erhält das Material eine hohe Biegefestigkeit, eine hohe Zugbelastbarkeit, Dichte und Stabilität.

## Geschichte und Verwendung
Mason arbeitete 17 Jahre mit Thomas Edison zusammen, bevor er 1924 in Laurel, Mississippi, das Masonit entwickelte. Die Massenproduktion begann im Jahre 1929. In den 1930er und 1940er Jahren wurde Masonit für viele Anwendungen verwendet, etwa Türen, Dachziegel, Wände, Tischplatten oder Autokennzeichen.

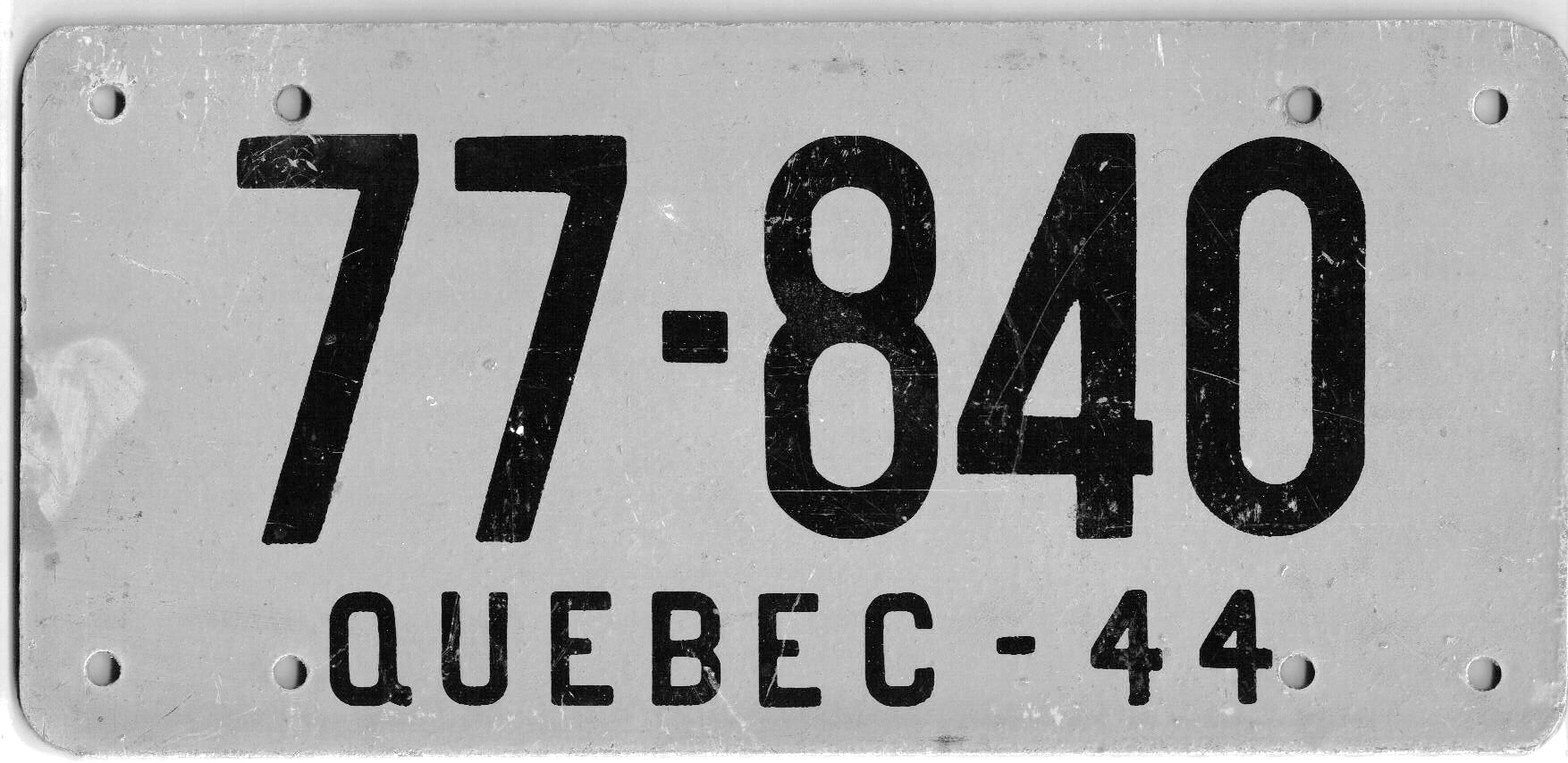
Quebec-Autokennzeichen aus Masonit, 1944

Künstler haben Masonit als Grundlage für Zeichnungen und Gemälde verwendet, zum Beispiel Per Kirkeby, Josef Albers oder Remedios Varo. Die glatte Oberfläche ist auch günstig für die Herstellung von Tischtennisplatten.
Masonit wurde auch zur Herstellung des Wobble-Boards verwendet, eines von Rolf Harris entwickelten Musikinstruments, das in seinem Nr. 1 Hit Tie Me Kangaroo Down, Sport verwendet wurde. Die Firma Danelectro nutzte es zum Bau von Gitarrenkörpern.
Die Beliebtheit nahm mit der Zeit ab. Das Material wird heute hauptsächlich für die Herstellung von Gitarren der Firma Danelectro und Haustüren verwendet. Nach dem amerikanischen Recovery and Reinvestment Act von 2009 gelten Masonit-Türen als energiesparend, die Anschaffung wird in den Jahren 2009 und 2010 mit einer 30-%-Steuergutschrift in Höhe des Kaufpreises gefördert.

## Masonite International Corporation
Masonit wird von der Masonite International Corporation, einem Hersteller für Eingangs- und Innentüren hergestellt und verwendet. Die Firma hat weltweit über 11.000 Mitarbeiter in 80 Niederlassungen und ist einer der größten Hersteller für Türen. Die Masonite International Corporation wurde im Dezember 2004 von Kohlberg Kravis Roberts & Co. (KKR) für 3,1 Milliarden kanadische Dollar gekauft. Am 16. März 2009 beantragte das Unternehmen Gläubigerschutz nach Chapter 11. Das Verfahren wurde mittlerweile abgeschlossen.
Im Jahre 1996 verlor das Unternehmen einen Prozess gegen Hausbesitzer, die Masonit als Außenverkleidung verwendet hatten. Es wurde ein Fonds eingerichtet, aus dem die Hausbesitzer entschädigt wurden.